# Jitka Snížková

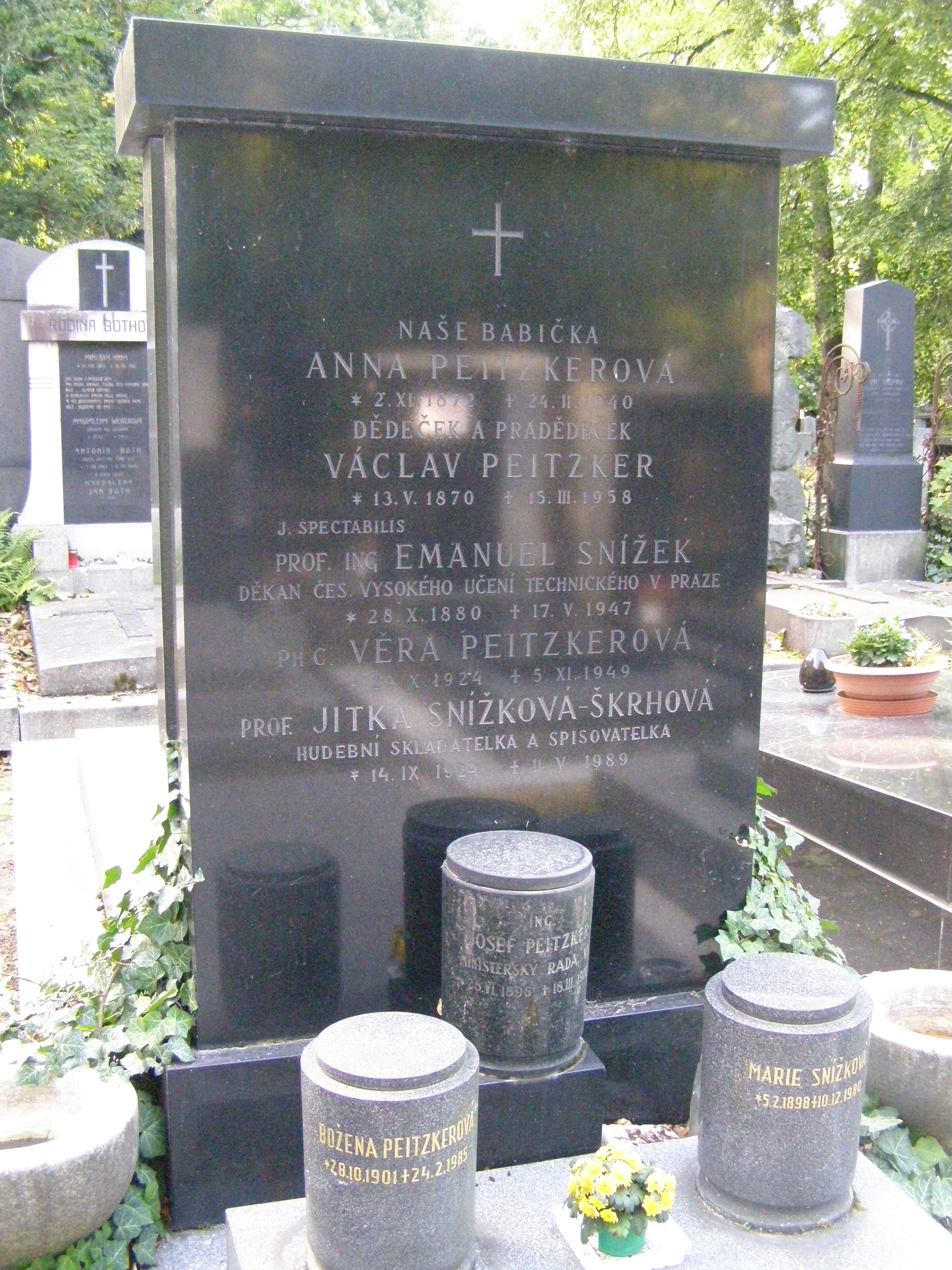
Hrob na hřbitově Malvazinky v Praze

Jitka Snížková, provdaná Škrhová (14. září 1924 Praha – 11. května 1989 tamtéž) byla česká muzikoložka, skladatelka, klavíristka a cembalistka.

## Život
Vystudovala reálné gymnázium a po maturitě byla totálně nasazena v továrně na výrobu kondenzátorů Roederstein v Berlíně. Po skončení války vstoupila na Filozofickou fakultu Univerzity Karlovy, kde studovala hudební vědu a estetiku. Z osobních důvodů však školu nedokončila. Od dětství hrála na klavír. Později na Pražské konzervatoři pokračovala u Albína Šímy a Oldřicha Kredby a na Mistrovské škole konzervatoře u Josefa Hermana a Karla Hoffmeistera. Vedle toho studovala i hudební teorii a skladbu u Františka Spilky a Aloise Háby.
Po absolvování konzervatoře a Mistrovské školy se stala korepetitorkou v Československém státním souboru písní a tanců a vystupovala jako klavírní sólistka. Od roku 1962 učila na konzervatoři obligátní klavír, nauku o hudebních nástrojích a hudební formy. Stala se předsedkyní výboru Mozartovy obce v Praze a v této funkci proslula svým statečným bojem proti zestátnění vily Bertramka, kde za svého pražského pobytu bydlel Wolfgang Amadeus Mozart. Kromě toho byla členkou Společnosti Boženy Němcové a Svazu československých skladatelů. Stala se významnou muzikoložkou. Centrem její pozornosti byla renesanční hudba. Na toto téma připravila několik edic a publikovala řadu odborných prací.
Její skladatelské dílo je rovněž rozsáhlé. Zkomponovala cca 260 skladeb.

## Dílo (výběr)

### Orchestrální skladby
- Sinfonietta Balatta pro komorní orchestr
- Evropské reminiscence pro komorní orchestr
- Interludia fantastica pro flétnu, tamburinu a smyčce

### Komorní hudba
- Sonáta „Al Fresca“ pro violu a klavír
- Pastviny pro hoboj a klavír
- Interludes pro flétnu, klarinet a harfu
- Alfa solaris pro basklarinet, klavír a soubor bicích nástrojů
- Sonáta pastoricia pro housle a klavír
- Řecké pohádky pro flétnu a harfu
- Dechové trio
- 4 smyčcové kvartety
- Zvonky naděje pro lesní roh, trombón a klavír
- Magion pro dvě trubky, francouzský roh, dva trombóny a varhany
- Melodie lesa pro 3 trombóny
- Středověké reminiscence pro varhany (1970)
- Polonica pro varhany
- Lusatica pro varhany
- Start pro klavír na čtyři ruce
- Fantasticon pro dva klavíry
- Epithalamia pro flétnu

### Kantáty a oratoria
- Jan Amos Komenský
- Kantáta Albertu Einsteinovi (1975)
- Malá kantáta o Boženě Němcové (1976)
- Slavík
- Vita Caroli
- Damaskedion
- In honorem Sancti Adalberti
- Třebechovický betlém

### Sbory
- Oči louky, dětské sbory a capella na slova H. Průchové (1984)
- Řecké zpěvy
- Agnes regis filia
- Řeky v Orlických horách

### Písně
- Partyzánské písně (1946)
- Písně z Gitandžálí (1971)
- Ariadna (1972)
- Přemyslovna (1973)
- Atomový reaktor (1978)
- Ave Maria
- Píseň písní
- Stopy svatých
- Světelné písně pro vyšší hlas a klavír
- Zimní písně

### Dílo literární a edice
- Česká vánoční píseň „Stala se jest věc divná“ (in: Zprávy z Bertramky. Jubilejní výtisk ke 40. výročí založení Mozartovy obce 15. 5. 1927–25. 5. 1967, Praha, Mozartova obec v ČSSR 1967, s. 62–68).
- Česká polyfonní tvorba. Výběr vícehlasých děl českého původu z XVI. a XVII. století (Praha, Státní nakladatelství krásné literatury, hudby a umění 1958)
- Carmina carissima. Cantica selecta bohemica saeculi 16. Coro a cappella (Praha, Supraphon 1984; MAB, sv. 11)